# Young Buck

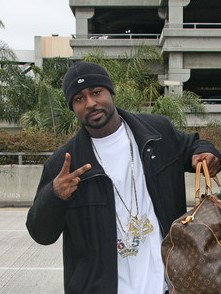
Young Buck (2011)

Young Buck (* 15. März 1981 als David Darnell Brown in Nashville, Tennessee) ist ein US-amerikanischer Gangsta-Rapper. Sein Künstlername ist ein amerikanischer Slang-Ausdruck für einen schwarzen jungen Mann.

## Biografie
Young Buck wuchs in Nashville auf und begann schon im Alter von zwölf Jahren zu rappen. Mit 16 Jahren bekam er die Chance, für den Präsidenten des Labels Cash Money zu rappen. Er überzeugte und zog nach New Orleans. Nachdem er vier Jahre vergeblich auf sein Geld gewartet hatte, beschloss er, nach Hause zurückzukehren. Dort wurde er in seiner Wohnung zweimal angeschossen. Auf einer seinen darauffolgenden Touren in New York traf er 50 Cent und seine Crew und wurde Mitglied der G-Unit.
Sein erstes Soloalbum trägt den Namen Da Underground Volume, danach folgte Straight Outta Ca$hville in Anlehnung an N.W.As  Straight Outta Compton . Das Album enthält Produktionen von Lil Jon und Needlz und Gastauftritte der G-Unit-Mitglieder 50 Cent, Lloyd Banks, Tony Yayo und The Game. Auch die Kollegen Lil’ Flip, David Banner, Ludacris und Stat Quo sind auf dem weltweit über zwei Millionen Mal verkauften Album zu hören.
Young Buck stach am 17. November 2004 bei den Vibe Awards den 26-jährigen Jimmy James Johnson nieder, der auf Dr. Dre mehrmals einschlug. Buck stellte sich und wurde auf Bewährung verurteilt.
Buck spielte eine kleine Filmrolle im Film Loyalty and Respect und beteiligte sich am Soundtrack. 2006 gründete er ein Sublabel von G-Unit Records mit dem Namen Cashville Records. Sein drittes Album Buck the World erschien am 27. März 2007 in den USA und am 23. März 2007 in Deutschland. Es wurde vorab die Street-Single Do It Myself und die auf dem Album enthaltenen Singles I Know You Want Me (feat. Jazze Pha) und Get Buck veröffentlicht. Im Sommer 2007 wurde bekanntgegeben, dass er seine Modelinie namens „David Brown“ gegründet hatte, die inzwischen insolvent ist. Im April 2008 gab 50 Cent bekannt, dass Young Buck kein Teil der G Unit mehr sei, jedoch weiterhin bei G Unit Records unter Vertrag stehe.

## Diskografie

### Studioalben
| Jahr | Titel                    | Höchstplatzierung, Gesamtwochen, AuszeichnungChartplatzierungen (Jahr, Titel, Platzierungen, Wochen, Auszeichnungen, Anmerkungen) | Höchstplatzierung, Gesamtwochen, AuszeichnungChartplatzierungen (Jahr, Titel, Platzierungen, Wochen, Auszeichnungen, Anmerkungen) | Höchstplatzierung, Gesamtwochen, AuszeichnungChartplatzierungen (Jahr, Titel, Platzierungen, Wochen, Auszeichnungen, Anmerkungen) | Anmerkungen                                                 |
| Jahr | Titel                    | CH | UK | US | Anmerkungen                                                 |
| ---- | ------------------------ | --- | --- | --- | ----------------------------------------------------------- |
| 2004 | Straight Outta Ca$hville | CH94 (1 Wo.)CH | UK22 (3 Wo.)UK | US3 Platin · (29 Wo.)US | Erstveröffentlichung: 24. August 2004 Verkäufe: + 1.000.000 |
| 2007 | Buck the World           | CH87 (3 Wo.)CH | UK94 (1 Wo.)UK | US3 (16 Wo.)US | Erstveröffentlichung: 27. März 2007                         |

### Independent-Alben
| Jahr | Titel     | Höchstplatzierung, Gesamtwochen, AuszeichnungChartsChartplatzierungen (Jahr, Titel, Platzierungen, Wochen, Auszeichnungen, Anmerkungen) | Anmerkungen                             |
| Jahr | Titel     | US | Anmerkungen                             |
| ---- | --------- | --- | --------------------------------------- |
| 2005 | T.I.P.    | US40 (2 Wo.)US | Erstveröffentlichung: 8. November 2005  |
| 2010 | The Rehab | US56 (1 Wo.)US | Erstveröffentlichung: 7. September 2010 |

Weitere Independent-Alben
- 2002: Born to Be a Thug

### Kollaboalben
- 2000: Thuggin’ Til the End (mit D-Tay)
- 2002: The Compilation (mit UTP Playas)
- 2003: Beg for Mercy (mit G-Unit)
- 2004: Da Underground Vol. 1 (mit D-Tay)
- 2008: Starbucks (mit All Star Cashville Prince)
- 2009: Gang Injunction (mit JT the Bigga Figga)
- 2010: 601 To The 615 (mit Boo Rossini)
- 2012: Salute to the Streetz (mit Savion Saddam)
- 2012: G.A.S. Gangsta and Street (mit Tha City Paper)
- 2013: G.A.S. Gangsta and Street 2 (mit Tha City Paper)
- 2013: Warrior Music (mit The Outlawz)
- 2014: The Beauty of Independence EP (mit G-Unit)
- 2015: The Beast Is G-Unit EP (mit G-Unit)
- 2016: The Lost Flash Drive (mit G-Unit)
- 2017: Gun Smoke (mit Chitty)
- 2018: Get The Strap (mit Olexesh und Hanybal)

### Mixtapes
- 2004: The Sopranos (Hosted by DJ Whoo Kid)
- 2005: Welcome to the Hood (Hosted by DJ Whoo Kid)
- 2006: Buck Em Down (Hosted by DJ Keyz)
- 2006: Case Dismissed - The Introduction of G-unit South (Hosted by DJ Drama)
- 2006: Chronic (Hosted by Jamie Foxx and DJ Whoo Kid)
- 2006: Gangsta Grillz: Welcome to the Traphouse (Hosted by DJ Drama)
- 2007: Get Buck: The Official Mixtape (Hosted by Dj Semi, Dj Woogie)
- 2007: Mr Ten-A-Key Product Of The South (Hosted by DJ Whoo Kid)
- 2008: Still Ten-A-Key (Hosted by DJ 31 Degreez)
- 2008: Rumors (Hosted by The Empire, The Cartel)
- 2009: Get Buck Bitch (Hosted by The Street Alliance)
- 2009: Bury Me A G (Hosted by DJ 31 Degreez)
- 2009: Back On My Buck Shit (Hosted by DJ Smallz and DJ Scream)
- 2009: Cashville Takeover (Hosted by DJ Rip)
- 2009: After The Unit
- 2009: Only God Can Judge Me (Hosted by Freeway Ricky Ross & Bigga Rankin)
- 2009: Ten a Key Part 2
- 2009: Back For The Streets
- 2009: Product of the Grind
- 2010: Back on My Buck Shit Vol. 2: Change of Plans (Hosted by Drumma Boy)
- 2010: After the Unit 2
- 2012: Live Loyal Die Rich (Hosted by DJ Crisis & Drumma Boy)
- 2012: Welcome 2 Cashville
- 2012: Strictly 4 The Traps N Trunks Vol 44 Free Young Buck Edition
- 2015: Before The Beast (Hosted by DJ Whoo Kid)
- 2015: 10 Bullets (DJ Whoo Kid)
- 2015: 10 Bricks (Hosted by DJ Whoo Kid)
- 2015: 10 Pints (Hosted by DJ Whoo Kid)
- 2016: 10 Bodies (Hosted by DJ Drama & DJ Whoo Kid)
- 2017: 10 Toes Down
- 2018: 10 Street Commandments
- 2018: 10 Plugs
- 2018: 10 Politics
- 2018: 10 Felonies
- 2019: Compulsive
- 2019: The Impeachment
- 2020: Outbreak

### Singles als Leadmusiker
| Jahr | Titel Album                                | Höchstplatzierung, Gesamtwochen, AuszeichnungChartplatzierungen (Jahr, Titel, Album, Platzierungen, Wochen, Auszeichnungen, Anmerkungen) | Höchstplatzierung, Gesamtwochen, AuszeichnungChartplatzierungen (Jahr, Titel, Album, Platzierungen, Wochen, Auszeichnungen, Anmerkungen) | Höchstplatzierung, Gesamtwochen, AuszeichnungChartplatzierungen (Jahr, Titel, Album, Platzierungen, Wochen, Auszeichnungen, Anmerkungen) | Anmerkungen                                      |
| Jahr | Titel Album                                | DE | UK | US | Anmerkungen                                      |
| ---- | ------------------------------------------ | --- | --- | --- | ------------------------------------------------ |
| 2004 | Let Me In Straight Outta Cashville         | DE94 (1 Wo.)DE | UK62 (2 Wo.)UK | US34 (12 Wo.)US | Erstveröffentlichung: 2. Juli 2004 feat. 50 Cent |
| 2004 | Shorty Wanna Ride Straight Outta Cashville | — | — | US17 (19 Wo.)US | Erstveröffentlichung: 26. August 2004            |
| 2007 | Get Buck Buck the World                    | — | — | US87 (3 Wo.)US | Erstveröffentlichung: 13. Februar 2007           |

Weitere Singles
- 2004: Look at Me Now (feat. Mr. Porter)
- 2006: I Know You Want Me (feat. Jazze Pha)
- 2007: U Ain’t Goin’ Nowhere (feat. LaToiya Williams)
- 2010: When the Rain Stops
- 2010: Ya Betta Know It

### Singles als Gastmusiker
| Jahr | Titel Album                                | Höchstplatzierung, Gesamtwochen, AuszeichnungChartplatzierungen (Jahr, Titel, Album, Platzierungen, Wochen, Auszeichnungen, Anmerkungen) | Höchstplatzierung, Gesamtwochen, AuszeichnungChartplatzierungen (Jahr, Titel, Album, Platzierungen, Wochen, Auszeichnungen, Anmerkungen) | Anmerkungen                                                                     |
| Jahr | Titel Album                                | UK | US | Anmerkungen                                                                     |
| ---- | ------------------------------------------ | --- | --- | ------------------------------------------------------------------------------- |
| 2005 | Stay Fly Most Known Unknown                | UK33 (3 Wo.)UK | US13 ×2Doppelplatin · (23 Wo.)US | Erstveröffentlichung: 7. Juli 2005 Three 6 Mafia feat. Young Buck & 8Ball & MJG |
| 2006 | Money in the Bank Bred 2 Die – Born 2 Live | — | US28 Gold · (20 Wo.)US | Erstveröffentlichung: 31. März 2006 Lil Scrappy feat. Young Buck                |

Weitere Gastbeiträge
- 2003: P.I.M.P. (Remix) (50 Cent feat. Snoop Dogg, Lloyd Banks & Young Buck)
- 2006: I’ll Whip Ya Head Boy (50 Cent feat. Young Buck & M.O.P.)
- 2006: Give It to Me (Mobb Deep feat. Young Buck)

## Auszeichnungen für Musikverkäufe
Anmerkung: Auszeichnungen in Ländern aus den Charttabellen bzw. Chartboxen sind in ebendiesen zu finden.
| Land/RegionAuszeichnungen für Musikverkäufe (Land/Region, Auszeichnungen, Verkäufe, Quellen) | Gold  | Platin     | Verkäufe  | Quellen  |
| -------------------------------------------------------------------------------------------- | ----- | ---------- | --------- | -------- |
| Vereinigte Staaten (RIAA)                                                                    | Gold1 | 3× Platin3 | 3.500.000 | riaa.com |
| Insgesamt                                                                                    | Gold1 | 3× Platin3 |           |          |

## Filmografie
- 2008: Loyalty and Respect